# Национальный стадион (Сантьяго)
Национальный стадион «Хулио Мартинес Праданос», или «Насиональ де Чили», — национальный стадион в Сантьяго (Чили). Самый большой стадион в Чили с вместимостью 63 649 зрителей, является частью большого спортивного комплекса, который включает в себя теннисные корты, плавательные бассейны и современный гимнастический зал. Является местом проведения домашних матчей футбольного клуба «Универсидад де Чили» и сборной Чили. В 2008 году стадиону присвоено имя известного чилийского футбольного комментатора Хулио Мартинеса Праданоса.
На арене проходили матчи футбольного чемпионата мира 1962 года, включая финал.

## История
Строительство началось в феврале 1937 года, а 3 декабря 1938 года стадион был введён в эксплуатацию. Архитектура была позаимствована у берлинского «Олимпиаштадиона».

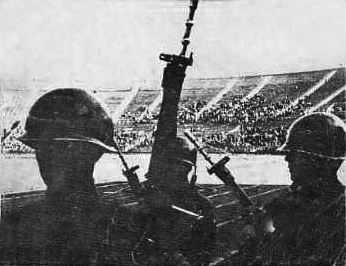
Национальный стадион в качестве концентрационного лагеря после переворота 11 сентября 1973 года

С 11 сентября до 7 ноября 1973 года стадион использовался для интернирования 40 000 задержанных противников военного режима Аугусто Пиночета после государственного переворота в том же году, где интернированных также пытали и убивали. На поле и трибунах стадиона держали мужчин, женщин в раздевалках плавательного бассейна и смежных зданиях, а допросы проводились на велодроме. Эта страница истории стадиона нашла отражение в картине болгарского художника Светлина Русева «Стадион Сантьяго-де-Чили» (1974), изображающей измождённых узников, скованных красной колючей проволокой.
21 ноября 1973 года за право выхода в финальную часть чемпионата мира 1974 года сборная СССР должна была играть стыковой матч со сборной Чили. Федерация футбола СССР направила коммюнике тогдашнему президенту ФИФА Стэнли Роузу, в котором отказалась ехать на матч из-за нежелания играть «на стадионе, обагрённом кровью чилийских патриотов». Однако технического поражения сборной СССР засчитано не было. В назначенный день сборная Чили вышла на матч и беспрепятственно, ввиду отсутствия на поле соперника, забила один мяч и выиграла встречу. В результате на мундиаль поехала команда Чили, где попала в одну группу с ФРГ, ГДР и Австралией, и не вышла в следующий этап.
Стадион используется в основном для проведения футбольных матчей и был одним из четырёх стадионов чемпионата мира 1962 года, приняв на своём поле матч открытия, четвертьфинал, полуфинал, матч за третье место и финал. На этом стадионе национальная команда Чили добилась самого большого своего успеха в выступлениях на чемпионатах Мира, обыграв в матче за третье место 16 июня 1962 года сборную Югославии со счётом 1-0. Сегодня «Насиональ» служит домашним стадионом для национальной команды и для клуба «Универсидад де Чили». Также здесь проводятся политические митинги, празднования и благотворительные мероприятия.
Рекорд посещаемости в 85 268 зрителей был зарегистрирован 29 декабря 1962 года во время матча Премьеры, когда в сантьягском дерби «Универсидад де Чили» крупно обыграл «Универсидад Католика» со счётом 4-1.

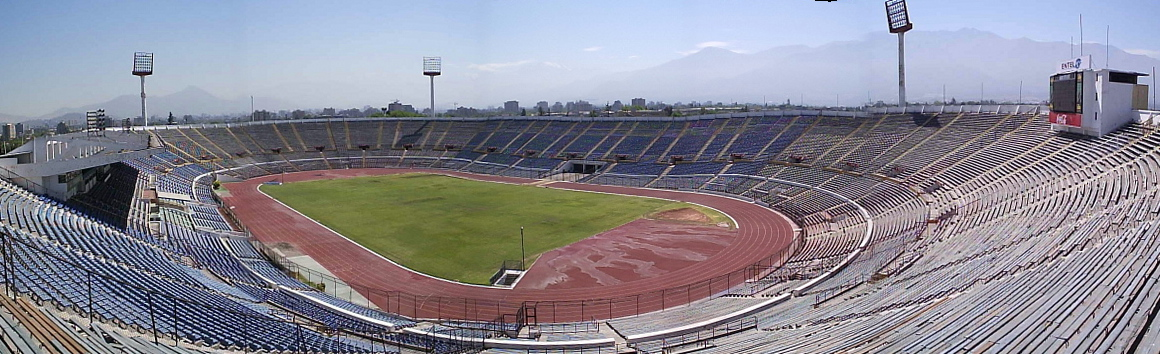
Панорамный вид на «Насиональ де Чили»